# Гордиенко, Анатолий Алексеевич
Анатолий Алексеевич Гордие́нко (1932—2010) — советский, российский журналист, писатель, кинодокументалист. Заслуженный работник культуры Республики Карелия (1997), заслуженный работник культуры Российской Федерации (2007).

## Биография
Родился в семье лесничего. В годы Великой Отечественной войны находился с матерью в партизанском отряде на оккупированной территории.
В начале 1950-х годов проживал и учился в Чернигове и Одессе. В 1953 году был призван в Советскую Армию, службу проходил в Мурманске, обучался в школе офицеров запаса. Первые стихи и очерки Анатолия Гордиенко начали публиковаться в армейских газетах и журналах.
Начинал как профессиональный журналист в 1960 году на Карельском телевидении в Петрозаводске, работал корреспондентом, редактором, заведующим редакцией кинопроизводства и подготовки телепрограмм. С 1962 года член Союза журналистов СССР. В 1966 году в журнале «Север» было опубликовано первое прозаическое произведение Гордиенко — повесть «Минута жизни» о Герое Советского Союза Николае Ригачине.
В 1967 году окончил филологический факультет Петрозаводского университета, специализация — сравнительная грамматика славянских языков.
С 1967 года — редактор подготовки передач для Центрального ТВ. С 1990 года — ведущий автор военно-патриотических программ на Карельском телевидении. Анатолий Алексеевич является автором более 80-ти телефильмов и киноочерков.